# Adolphe Landry
Pour les articles homonymes, voir Landry.
Adolphe Landry, né le 29 septembre 1874 à Ajaccio et mort le 28 août 1956 à Paris, est un économiste et homme politique français. Économiste, il avait posé en 1901 le problème du « quantum de capitalisation » nécessaire à une création de richesses conforme à l'intérêt social. Cependant, c'est surtout par son œuvre démographique (étant l'un des inspirateurs d'Alfred Sauvy et de la théorie de la transition démographique) qu'il est aujourd'hui reconnu. Il fut à la suite de Charles Andler un des tenants du socialisme éthique.

## Biographie

### Jeunesse et études
Fils de Timothée Landry (1841-1912) et d'Augustine Meuron, dite Lasthénie (1844-1926). Il étudie à l'École normale supérieure (rue d'Ulm). Il passe en 1901 une thèse intitulée L'utilité sociale de la propriété individuelle qu'il dédie à Charles Andler.

### Parcours dans l'enseignement
Il est nommé au tout début de 20e siècle professeur à l'École pratique des hautes études. À compter des années 1920, il consacre son activité de chercheur aux études démographiques.
Il est proche alors du socialisme éthique de ce dernier. Pour eux, le socialisme est une « adhésion » du cœur et une exigence de la raison, ce n'est pas une nécessité historique.

### Parcours politique
Landry mène parallèlement une carrière politique.
Il est élu député de la Corse en 1910. Il est président du groupe de l'Union républicaine radicale et radicale-socialiste à la Chambre des députés de 1914 à 1919. Il est Ministre de la Marine dans les cabinets Millerand I et II et Leygues du 20 janvier 1920 au 16 janvier 1921. Il est un éphémère ministre de l'Instruction publique, des Beaux-Arts et de l'Enseignement technique dans le cabinet François-Marsal du 9 au 13 juin 1924.
Il est enfin ministre du Travail et de la Prévoyance sociale dans les cabinets Laval I, II et III du 27 janvier 1931 au 19 février 1932. Il conserve son siège de député jusqu'en 1932.
Il est à nouveau élu en 1936, et il garde son siège jusqu'en 1940. Il est réélu en 1945 et garde son poste jusqu'en 1946.
En 1946, il devient sénateur radical de la Corse, et ce jusqu'en 1956. Il est également maire de Calvi.
Il défend ardemment les idées natalistes et la cause des familles. Plusieurs fois ministre sous la Troisième République, il généralise les allocations familiales en 1931 et inspire le Code de la famille de 1939.

## Œuvre

### En économie
À la suite de sa thèse l'utlité sociale de la propriété individuelle de 1901, il écrit en 1904 L'intérêt du capital son ouvrage majeur. Ces deux ouvrages révèlent l'influence de Eugen von Böhm-Bawerk. Il écrit d'ailleurs en 1907 dans la Rivista di Scienza, un article intitué : L'École économique autrichienne. Il utilise l'analyse marginaliste autrichienne dans son Manuel Economique publié en 1908. Pour Landry l'analyse marginaliste ne peut expliquer l'équilibre atteint que dans le cadre de la propriété privée. Selon lui le problème est alors que cet équilibre ne correspond pas forcément à un optimum de bien-être social.
Charles Andler regrette « de le voir céder à une économie » qui tend « à réduire le socialisme à la solution du problème de l'optimum de bien-être matériel ».Durant cette période, il cherche à concilier son activité de chercheur et d'homme d'action engagé en politique et participe à un recueil publié en 1907 intitulé Le socialisme à l'œuvre.

### En démographie
Selon Bernard Ducrosdans Théorie de l'Intérêt, Landry s'est aperçu que l'appropriation privée des moyens de production n'est pas forcément incompatible avec l'intérêt de la société. Aussi, peut-être la difficulté à faire concorder marginalisme et socialisme a-t-il été un des éléments qui l'ont amené à s'intéresser à la démographie. Ducros soutient aussi que dès sa thèse, ses études ont eu un contenu démographique dans la mesure où il s'intéresse déjà à la notion « de produit social entendu comme maximisation du bien-être moyen d'une population variable ».
Dès 1909, il publie dans la Revue d'histoire des Doctrines économiques et sociales un article Idées de Quesnay sur la Population où contre Quesnay il soutient les idées de Cantillon selon lesquelles la population est limitée par le volume de subsistance. En 1925, il présente un rapport sur la vie chère à la Conférence parlementaire internationale. Là, il défend deux grandes idées ; 1) l'inflation résulte d'une offre insuffisante et 2) « la population conditionne le volume de la production et son insuffisance explique la stagnation de l'activité économique. »Au Congrès mondial de la population qui se tient à Genève en 1927, « il s'oppose aux thèses néo-malthusiennes de limitation des naissances soutenues par les démographes anglo-saxons ». En 1930 il présente un rapport sur la démographie au Congrès des économistes de langue française.
En 1934, il publie la Révolution démographique, en 1936, un article sur La dépopulation dans l'Antiquité gréco-romaine et en 1942 un article plus théorique : Le rôle et la place de la démographie pure dans la théorie démographique. Son ouvrage majeur sur la question reste son Traité de Démographie publié en 1945.

## Vie privée
En 1897, il épouse Lucie Thuillier (1877-1956) avec qui il aura trois enfants :
- Hélène (née en 1898 et décédée en 1962), marié au ministre et avocat César Campinchi, elle deviendra aussi avocate[10],
- Letizia (née en 1900),
- Jean-Paul (né en 1901).

Sa nièce Amy Pichon (1905-1992, fille de sa sœur Marguerite Landry de son mariage avec Adolphe Pichon) épousa l'académicien Jean Bernard.

## Publications
- L'utilité sociale de la propriété individuelle. Étude d'économie politique. Paris, Georges Bellais, 1901. Dans sa thèse publiée en 1901, il s'était attaché à l'analyse des déperditions de richesse qui résultent pour la société du régime de propriété individuelle, en contradiction par conséquent avec l'intérêt général.
- La responsabilité pénale, Paris, Félix Alcan, coll. « Bibliothèque de philosophie contemporaine », 1902.
- L'intérêt du capital. Paris, Ciard et Brière 1904. Bibliothèque Internationale d’Économie Politique.
- Manuel d'économique. À l'usage des facultés de droit. Paris, V. Giard et E. Brière, 1908.
- Notes critiques sur le Nicole Oresme de M. Bridrey, Paris, Champion, 1909
- Essai économique sur les mutations dans l'ancienne France de Philippe le Bel à Charles VII. Paris, Honoré Champion, 1910. Publication de la Bibliothèque de l'École des Hautes Études.
- Le Crédit industriel et commercial. Dunod & Pinat, Éditeurs, 1914. Encyclopédie parlementaire des sciences politiques et sociales.
- La politique commerciale de la France. Sirey, 1934. Publications de l'Institut universitaire de hautes études internationales de Genève
- La Théorie de l'intérêt d'après Irving Fisher. Sirey, 1934.
- La révolution démographique. Études et essais sur les problèmes de la population. 1934. Réédité à Paris, INED, 1982.
- La démographie de l'ancien Paris. Berger-Levrault. 1935.
- (en coll. avec Michel Huber) Traité de démographie. Payot, 1945.